# Alva (Vorname)
Alva ist ein weiblicher und männlicher Vorname.

## Herkunft und Bedeutung
Der weibliche Name Alva ist schwedischer Herkunft. Es handelt sich in diesem Fall um die weibliche Form von Alvar, dessen Bestandteile ahd. alf „Elfe, Naturgeist“ und ahd. heri „Kriegsschar, Heer“ sind. Weiterhin bedeutet der Name auch: "Fee".
Der männliche Vorname Alva kommt aus dem Hebräischen עַלְוָה Alvah und bedeutet „seine Hoheit“. In der Bibel trägt ein Nachkomme Esaus diesen Namen.

## Verbreitung
Der Name erfreut sich derzeit in Schweden großer Beliebtheit und stand 2005 auf Platz 8 der meistvergebenen weiblichen Vornamen in Schweden.

## Namenstag
Als Namenstag wird der 3. September gefeiert.

## Namensträger
- Alva Adams (Politiker) (1850–1922), US-amerikanischer Politiker (Colorado)
- Alva B. Adams (1875–1941), US-amerikanischer Politiker (Colorado)
- Alva J. Fisher (1862–1947), US-amerikanischer Ingenieur
- Alva Noë (* 1964), US-amerikanischer Philosoph und Kognitionswissenschaftler

## Namensträgerinnen
- Alva Myrdal (1902–1986), schwedische Friedensnobelpreisträgerin
- Alva Vanderbilt Belmont (1853–1933), US-amerikanische Frauenrechtlerin

## Zwischenname
- Thomas Alva Edison (1847–1931), amerikanischer Erfinder
- Thomas Alva Edison jr. (1876–1935), amerikanischer Erfinder
- Frank Alva Buecheler (* 1957), deutscher Theaterregisseur